# Margunn Ebbesen

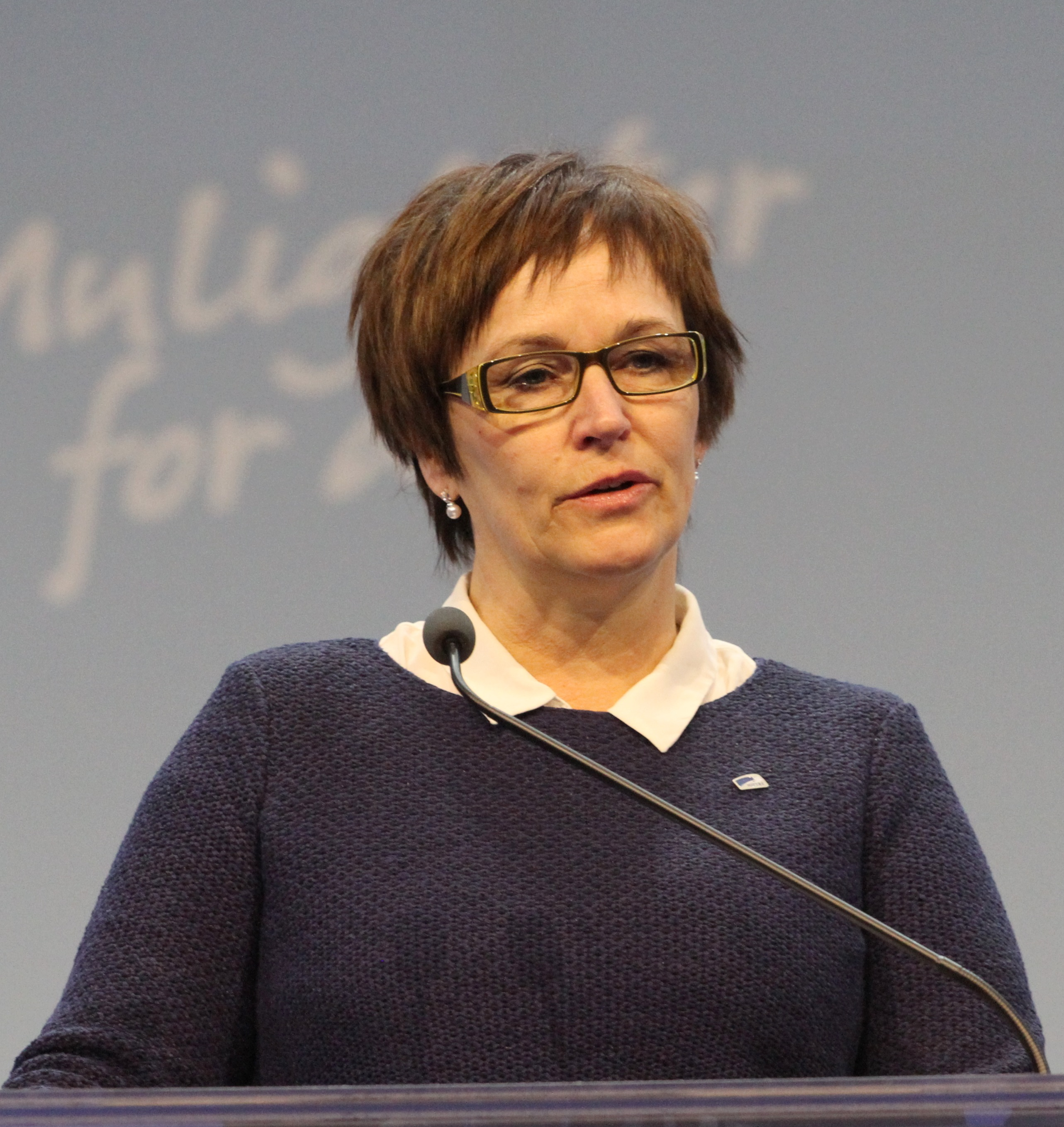
Margunn Ebbesen, 2017

Margunn Ebbesen (* 4. September 1962 in Brønnøy) ist eine norwegische Politikerin der konservativen Partei Høyre. Von 2013 bis 2021 war sie Abgeordnete im Storting.

## Leben
Ebbesen besuchte von 1978 bis 1981 die weiterführende Schule. In den Jahren 1987 bis 1993 arbeitete sie als Kundenberaterin und Filialleiterin einer Bank. In dieser Zeit war sie auch als wirtschaftliche Beraterin ihrer Heimatgemeinde Brønnøy tätig. Im Jahr 2003 erhielt sie einen Bachelorabschluss im Bereich Wirtschaft und Leitung an der Hochschule Nord-Trøndelag. In den Jahren 2007 bis 2013 war sie Mitglied im Kommunalparlament von Brønnøy, dabei war sie eine Zeit lang Bürgermeisterin. In dieser Zeit war sie zudem Abgeordnete im Fylkesting von Nordland.
Bei der Parlamentswahl 2013 zog Ebbesen erstmals in das norwegische Nationalparlament Storting ein. Dort vertrat sie den Wahlkreis Nordland und wurde zunächst Mitglied im Justizausschuss. Nach der Wahl 2017 wechselte sie in den Wirtschaftsausschuss. In der Zeit zwischen Oktober 2017 und Januar 2020 war Ebbesen Teil des Fraktionsvorstands ihrer Partei. Im November 2020 verlor sie bei einer Kampfabstimmung um den zweiten Platz auf der Høyre-Liste in Nordland für die Stortingswahl 2021 gegen Marianne Dobak Kvensjø. Sie schied in der Folge im Herbst 2021 aus dem Parlament aus.